# 소시에떼 누벨르 지중해 조선소

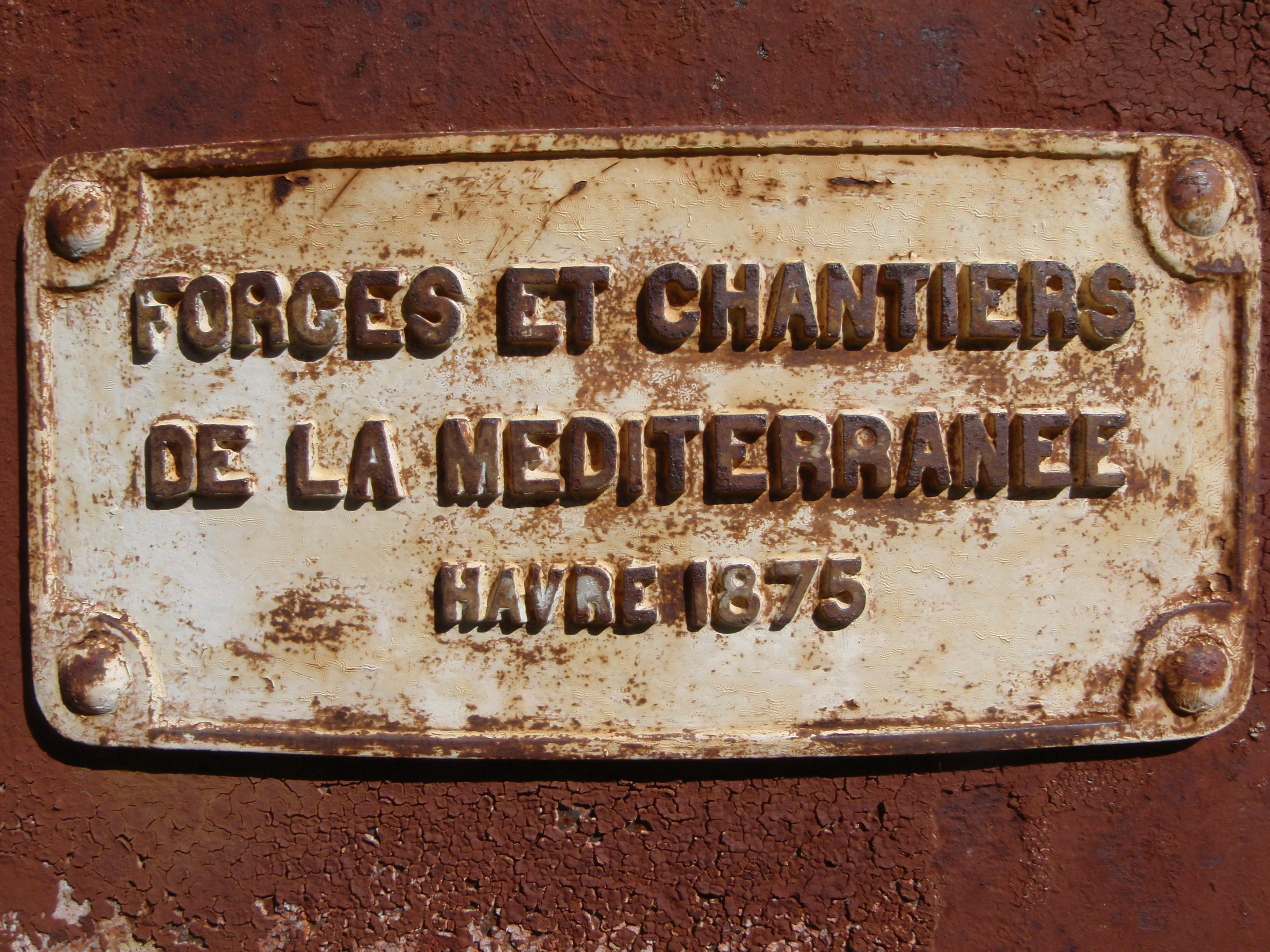

소시에떼 누벨르 지중해 조선소(프랑스어: Société Nouvelle des Forges et Chantiers de la Méditerranée)는 프랑스 조선 회사이다. ‘새로운 사회’를 의미하는 소시에떼 누벨르(Société Nouvelle) 지중해 조선소는 1853년에 영국인 필립 테일러에 의해 설립되었고, 그후 1856년에 아르망 베히크가 설립한 Société Nouvelle des Forges et Chantiers de la Méditerranée로 주식회사가 되었다. 이 회사는 결국 툴롱 근처의 라센쉬르메르와 현재의 르아브르의 일부인 그랑빌에서 조선소를 만들었다.

## 제작한 배
- 일본 순양함 마쓰시마 (방호순양함) (1890)
- 일본 순양함 이쓰쿠시마 (방호순양함) (1890)
- 러시아 순양함 바얀 (1900)
- 러시아 전노급함 체사레비치 (전함) (1902)
- 러시아 순양함 아드미랄 마카로프 (1906년)